# Grit Fell
Der Grit Fell ist ein Berg im Forest of Bowland, Lancashire, England. Der Berg hat nur eine Schartenhöhe von 33 m bei einer Gesamthöhe von 468 m. Der Berg kann zwar sowohl vom Clougha Pike wie auch dem Ward’s Stone erreicht werden, doch führen diese Wege genauso wie der Aufstieg von der Straße von Quernmore nach Abbeystead durch schwieriges Sumpfgebiet.